# Bourbach-le-Haut
Bourbach-le-Haut es una comuna francesa, situada en el departamento de Alto Rin, en la región  de Alsacia.

## Demografía
| 150 | 183 | 187 | 231 | 257 | 324 |
| Para los censos de 1962 a 1999 la población legal corresponde a la población sin duplicidades (Fuente: INSEE [Consultar]) |     |     |     |     |     |